# Контрерас, Родриго (велогонщик)
Родриго Контрерас Пинсон (исп. Rodrigo Contreras Pinzón, род. 2 июня 1994 в Вильяпинсоне, Колумбия) — колумбийский профессиональный шоссейный велогонщик, выступающий с 2019 года за команду мирового тура «Astana Pro Team».

## Выступления
2013
1-й на этапе 6, Тур Боливии
2014
1-й  , Чемпионат Панамерики среди молодёжи в групповой гонке
2015
5-й - Тур Сан-Луиса
1-й  Молодёжная классификация
1-й на этапе 1(ТТТ) - Тур Чехии
2016
1-й на этапе 1(ТТТ) - Тур Сан-Луиса
2017
1-й  - Боливарианские игры
2-й  - Чемпионат Панамерики в индивидуальной гонке
2-й - Чемпионат Колумбии в индивидуальной гонке
2018
Южноамериканские игры
1-й  в индивидуальной гонке
5-й в групповой гонке
1-й  - Игры Центральной Америки и Карибского бассейна в индив.гонке
1-й в Прологе и этапе 7(ITT) - Вуэльта Колумбии
4-й - Чемпионат Панамерики в групповой гонке
4-й - Чемпионат Колумбии в индивидуальной гонке
2019
4-й - Чемпионат Колумбии в индивидуальной гонке

## Статистика выступлений

### Чемпионаты
| Соревнование       | Соревнование    | 2017 | 2018 | 2019 |
| ------------------ | --------------- | ---- | ---- | ---- |
| Чемпионаты мира    | Индивидуальная  | —    | 37   |      |
| Чемпионаты мира    | Групповая гонка | —    | НФ   |      |
| Чемпионат Колумбии | Индивидуальная  | 2    | 4    | 4    |
| Чемпионат Колумбии | Групповая гонка | —    | 38   | 41   |

| —  | Не участвовал  |
| НФ | Не финишировал |